# Aleksa Šaponjić
Aleksa Šaponjić (Beograd, 4. lipnja 1992.), srbijanski vaterpolist, igrač Berkeleya. Njegov stariji brat Luka vaterpolist je Partizana, u kojem je ponikao i Aleksa. Visok je 191 cm i ima masu 91 kg.